# Saffron Coomber
Saffron Marni Coomber (* 15. November 1994 in Greenwich, London, Vereinigtes Königreich) ist eine englische Schauspielerin.

## Leben
Coomber wurde am 15. November 1994 in Greenwich, London, als Tochter eines englischen Vaters und einer Mutter jamaikanischer Abstammung geboren.
Sie besuchte die Blackheath High School und das Theatre Street Performing Arts.  Sie hat eine Schwester namens Saskia, die ebenfalls Schauspielerin ist.  Coomber absolvierte außerdem eine Ausbildung an der Royal Academy of Dramatic Art.
2004 lieh sie dem PlayStation-2-Spiel EyeToy: Play ihre Stimme. Sie begann ihre Schauspielkarriere 2008, als sie in der Fernsehverfilmung von Jacqueline Wilsons Dustbin Baby die Rolle der Cathy spielte.  
2024 gewann sie als Teil des Ensembles von Die Zweiflers den Hessischen Fernsehpreis.

## Filmografie
- 2003: EyeToy: Play
- 2008: Dustbin Baby
- 2009: Runaway
- 2009: The Bill
- 2009: Doctors
- 2010–2012: Tracy Beaker kehrt zurück (Tracy Beaker Returns)
- 2011–2012: Tracy Beaker Survival Files
- 2012: Holby City
- 2012–2013: EastEnders
- 2013: Youngers
- 2014: Elektrizität (Electricity)
- 2015: Mingmong
- 2015: Cuffs
- 2015: The Dumping Ground Dish Up
- 2019: At Any Time
- 2019: China Towns
- 2020: Flack
- 2020: The Deceived – Das geheime Verbrechen
- 2020: Strike
- 2020: Small Axe
- 2023: Three Little Birds
- 2024: Die Zweiflers